# Ronnie Coleman

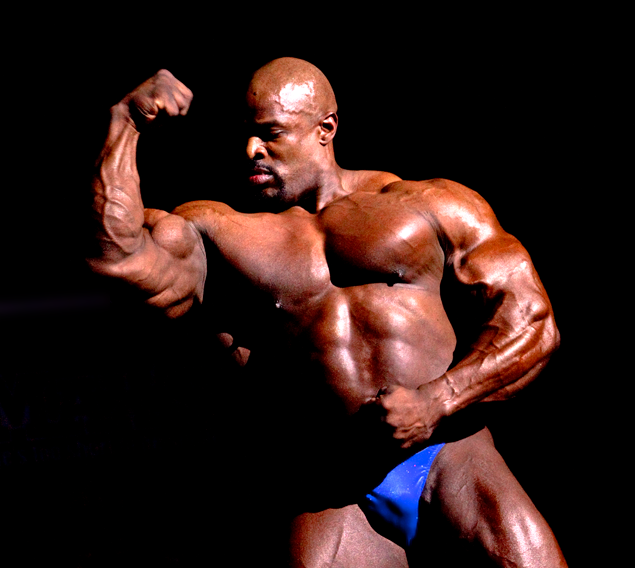
Ronnie Coleman (2009)

Ronald Dean „Ronnie“ Coleman (* 13. Mai 1964 in Monroe, Louisiana; auch „Big Ron“ oder „The King“ genannt) ist ein ehemaliger US-amerikanischer Bodybuilder. Er gewann achtmal den Mr. Olympia und ist damit gemeinsam mit Lee Haney Rekordhalter.

## Karriere
Ronnie Coleman startete 1991 bei den Amateur-Weltmeisterschaften der International Federation of Bodybuilding & Fitness (IFBB) im polnischen Kattowitz und triumphierte in der Schwergewichtsklasse. Mit einem Körpergewicht von knapp 97 kg war er einer der leichtesten Sieger der letzten Jahre. Anschließend wechselte Coleman ins Profilager und nahm im folgenden Jahr erstmals beim Mr.-Olympia-Wettbewerb teil, der im Bodybuilding die höchste sportliche Wertigkeit besitzt. In diesem Wettkampf, bei dem der Engländer Dorian Yates den ersten seiner insgesamt sechs Mr.-Olympia-Titel erringen konnte, erreichte Coleman nicht die Runde der letzten 15 Starter. Nachdem sich Coleman für den Mr. Olympia 1993 nicht qualifizieren konnte, startete er 1994 erneut und belegte in der Endabrechnung Platz 15. 1995 errang Coleman beim Canada Pro Cup seinen ersten Sieg bei den Profis, den er im Jahr darauf wiederholen konnte. Im gleichen Jahr verbesserte sich Coleman beim Mr. Olympia auf den 10. Rang. Auch in den folgenden beiden Jahren gelang Coleman beim angesehensten Turnier immer der Sprung in die Top 10, wobei er aber mit den Plätzen sechs und neun eher unauffällig blieb.
1998 folgte für Coleman der Durchbruch. Nachdem er mit der Night of the Champions einen der traditionsreichen Wettkämpfe gewinnen konnte, übertraf er diesen Triumph noch einmal beim Mr. Olympia und setzte sich in Abwesenheit des zurückgetretenen Titelverteidigers Dorian Yates hauchdünn vor Flex Wheeler durch. Bis 2005 gewann Coleman dieses Turnier achtmal in Folge und egalisierte damit den Rekord seines Landsmanns Lee Haney, der diesen Titel zwischen 1984 und 1991 ebenfalls achtmal gewinnen konnte. Seit Anfang des 21. Jahrhunderts wuchs aber mit Jay Cutler ein ernsthafter Konkurrent für Coleman um den Mr. Olympia heran. Nachdem Coleman diesen beim Mr. O. insgesamt viermal auf den zweiten Platz verweisen konnte (2001, 2003–2005), musste er sich letztendlich im Jahre 2006 seinem neun Jahre jüngeren Kontrahenten beugen.
Im Vorfeld des Mr. Olympia 2007 wurde von der Öffentlichkeit mit Spannung die Entscheidung erwartet, ob Ronnie Coleman noch einmal den Titel zurückerobern könnte. Dieses Vorhaben scheiterte jedoch, da Coleman in diesem Wettkampf nach Ansicht vieler Beobachter nicht mehr die Form der letzten Jahre besaß. Während Jay Cutler seinen Titel verteidigen konnte, belegte Coleman letztlich einen schmeichelhaften vierten Platz. Trotzdem wurde er vom Publikum mit stehenden Ovationen verabschiedet, da dies gleichzeitig sein letzter Auftritt auf einer Mr.-Olympia-Bühne war.
Nachdem Ronnie Coleman sich einigen Operationen im Rückenbereich unterziehen musste, verlor er temporär die Fähigkeit zu laufen.
2014 erhielt er künstliche Hüftgelenke.
Ende Juni 2025 wurde er wegen eines medizinischen Notfalls in ein Krankenhaus eingeliefert.

## Sonstiges

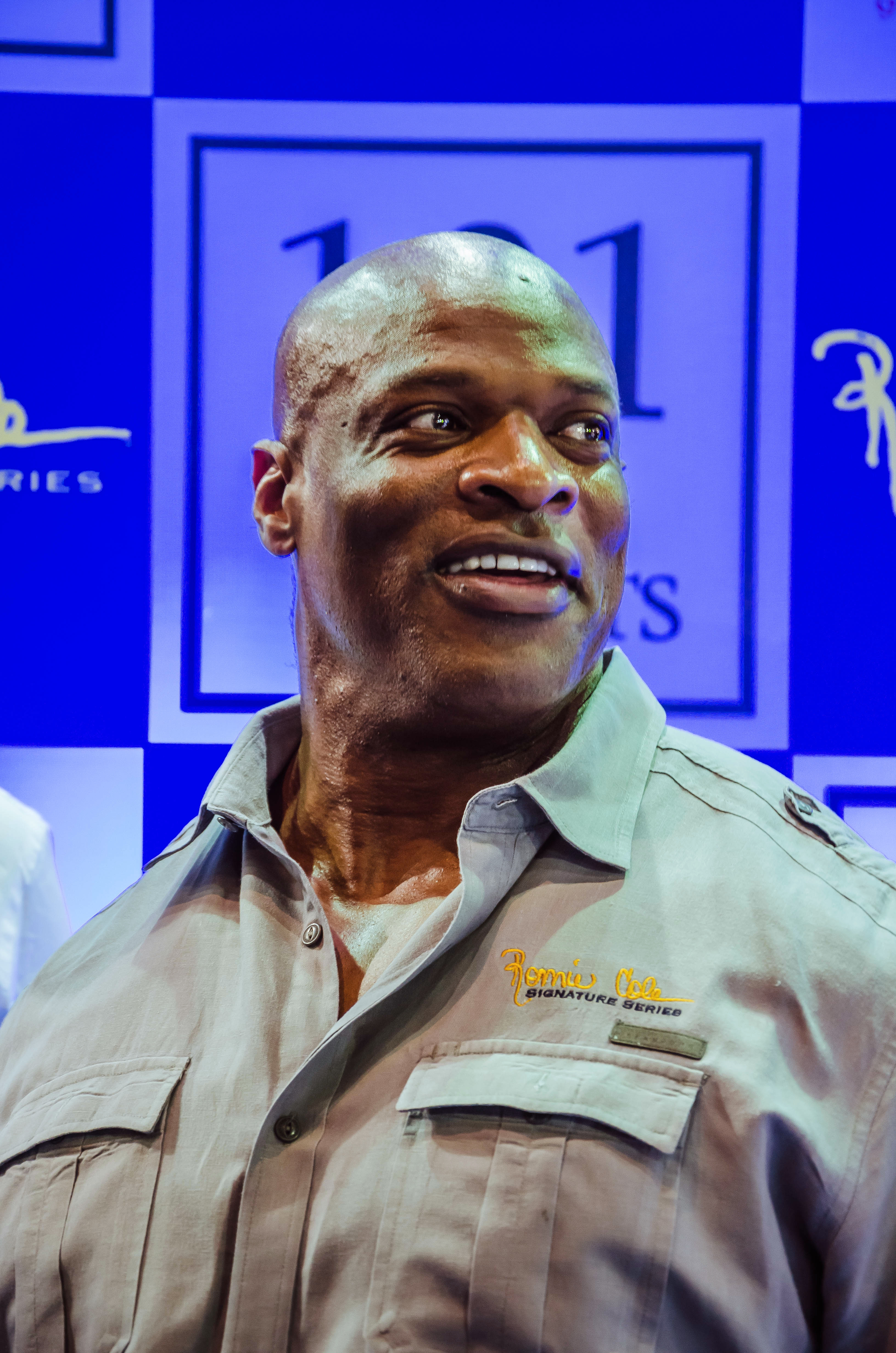
Ronnie Coleman (2014)

Ronnie Coleman begann das Training mit Gewichten, da er eine kostenlose Mitgliedschaft im Metroflex Gym bekam; seine Lieblingsübung sind Ausfallschritte. Auch während er beim Mr. Olympia gewinnen konnte, ging er weiter seinem Beruf als Polizist beim Arlington Police Department (Texas) nach. Coleman ist ein gläubiger Christ, lebt in Arlington (Texas) und hat vier Töchter. Nach Coleman ist die ausgestorbene Brackwespe Colemanus aus der Green-River-Formation im westlichen Teil der USA benannt. Den Dedikationsnamen verliehen die Erstbeschreiber der Form aufgrund des stark skulptierten Mesosoma, das sie mit der ausgeprägten Rückenmuskulatur Colemans assoziierten.
Im Gegensatz zu Dorian Yates, der den Trainingsstil von Mike Mentzer anerkannte, verwendete Coleman eine Symbiose aus zwei verschiedenen Trainingsarten: Kraft- und Volumentraining, das so genannte „Pamping“. Er wechselte diese beiden Trainingsarten das ganze Jahr über alle 3–6 Wochen ab, bis hin zur Vorbereitung auf den Mr. Olympia-Wettbewerb.
Während des Kraftzyklus trainierte Coleman mit hoher Intensität, wobei er nur 1–2 Übungen pro Training ausführte und 5–6 Sätze pro Übung machte. Er konzentrierte sich auf drei Übungen - Kniebeugen, Bankdrücken und Kreuzheben. Ronnie Colemans Kraftwerte waren: Bankdrücken 260 kg, Kreuzheben 365 kg, Kniebeugen 380 kg. Bei der Beinpresse verwendete er Gewichte von über einer Tonne und führte in jedem Durchgang 10–12 Wiederholungen aus.
Die großen Muskelgruppen reagierten gut auf dieses Training, aber es gab ein Problem mit der Entwicklung der Deltamuskeln. Zu dieser Zeit arbeitete Coleman mit seinem ersten Trainer Brian Dobson, doch später begann er auf Anraten von Flex Wheeler mit Chad Nichols, auch bekannt als DietDoc, zu trainieren.
Er stellte ein spezifisches Schultertrainingsprogramm für Coleman zusammen, das viele Kurzhantel-Dilutionen in Super-, Tri- und Drop-Sets beinhaltete. Drop-Sets wurden sowohl vorwärts als auch rückwärts ausgeführt, und zwar in exponentieller Weise. Statt Gewichte hinter dem Kopf zu heben, benutzte er Smith-Lifts. Dank dieses Trainingsprogramms vergrößerte er das Volumen seiner Deltamuskeln und gab ihnen eine runde Form und ein Relief.
Im Jahr 1996 hatte er laut eigener Aussage einen ersten Bandscheibenvorfall bei Kniebeugen. Seitdem tolerierte er extreme Schmerzen was dazu führte, dass er seit 2007 13 Operationen an der Wirbelsäule, einschließlich Nacken, und den Hüften hatte. Coleman ist auf einen Rollstuhl angewiesen, wenn er längere Strecken zurücklegen muss. Bis 2027 möchte er wieder eigenständig laufen können. Er hat jedoch mehrfach erklärt, dass er seine Entscheidung nicht bereut und gibt zu, dass er um jeden Preis ein besserer Bodybuilder werden wollte; er bedauert auf jeden Fall, dass er nicht mehr getan hat, um sein Vermächtnis zu verbessern.

## Körpermaße
Bei einer Größe von 1,80 m hatte Coleman in den späteren Jahren seiner Karriere ein Wettkampfgewicht von knapp 135 Kilogramm (Olympia 2004). Außerhalb der Wettkampfform (Off-Season) waren es bis zu 150 Kilogramm.
- Oberarmumfang: 61 cm
- Brustumfang: 156 cm
- Oberschenkelumfang: 87 cm

## Trainingsvideos
- Ronnie Colemans erstes Trainingsvideo zeigt ihn beim Training nach dem 1997er Mr. Olympia.
- The Unbelievable zeigt Colemans tägliche Aktivitäten in Vorbereitung auf den 2000er Mr. Olympia. Einige Szenen beinhalten: 2x800lb (362,87 kg) Kreuzheben, 12 × 200 lb (90,72 kg) Kurzhantelbankdrücken, 5×585lb (265,35 kg) front squat (frei).
- The Cost of Redemption zeigt Colemans 800 lb (362,87 kg) Kniebeugen (2×), 2300 lb (1020,58 kg) Beinpresse (8x), 495 lb (224,53 kg) Bankdrücken (5×) und 75 lb (34,02 kg) Armcurls. The Cost of Redemption ist Colemans Vorbereitung auf den 2003er Mr. Olympia.
- On The Road dauert 115 Minuten und zeigt Ronnies Training (101 Minuten) + 14 Minuten Special features. On The Road wurde in Australien weniger als eine Woche nach dem 2005er Mr. Olympia gefilmt.
- Relentless - Dauert 5 Stunden und 52 Minuten und wurde in Arlington, Texas gefilmt, das Video zeigt Ronnie Coleman zu Hause und beim Training.
- Invincible - 6 Stunden. Zwei DVDs. Aufgenommen am 9. und 10. Juli sowie 3. und 4. September 2007.
- The King (2018) - Der Dokumentarfilm von Vlad Yudin, veröffentlicht auf Netflix, beinhaltet sowohl frühere Trainingsszenen als auch neuaufgenommene Szenen, die einen unter schweren gesundheitlichen Problemen betroffenen Coleman beim Trainieren und zu Hause zeigen.

## Wichtigste Titel
- IFBB Mr. Olympia (1998–2005)
- IFBB Arnold Classic (2001)
- IFBB Night of Champions (1998)
- IFBB World Pro Championships (1999, 2000)
- IFBB Canada ProCup (1995, 1996)
- IFBB Grand Prix Russia (1997, 2003, 2004)
- IFBB Toronto Pro Invitational (1998)
- IFBB Grand Prix Finland (1998)
- IFBB Grand Prix Germany (1998)
- IFBB Grand Prix England (1999, 2000, 2004)
- IFBB New Zealand Grand Prix (2001)
- IFBB Grand Prix Holland (2002, 2004)
- IFBB World Amateur Bodybuilding Championships (1991)